# 於世成
於世成（1954年8月—），浙江宁波人，海商法学专家、海事专家，前上海海事大学校长。

## 简历
籍贯浙江宁波。教授职称。1991年-1992年，作为交通部海商法工作组成员，参加了《中华人民共和国海商法》的制定。1996年，获得执业律师资格。

## 任职
- 上海海事大学校长
- 中华人民共和国交通部高级顾问
- 上海市高级人民法院的咨询员
- 中国海商法协会理事
- 中国国际私法学会理事
- 中国海事仲裁委员会仲裁员
- 上海海事大学党委书记

## 著作
专著：
- 合著《海商法概论》（中国第一部正式的海商法教材）
- 合著的《海商法》（“九五”规划法学教材）
- 《海运法规教程》

代表论文：
- 《论欧共体海运竞争法》
- 《关于欧共体在海运领域里不公平定价行为法的探讨》